# Friedrich Schmaltz
Friedrich Schmaltz, vollständig Friedrich Paul Julius Ludwig Schmaltz (* 26. September 1868 in Schlieffenberg; † 14. Januar 1949 in Rostock) war ein deutscher evangelisch-lutherischer Geistlicher.

## Leben
Friedrich Schmaltz wurde 1867 als Kind des Pastors an der Kirche Schlieffenberg Bernhard Otto Schmaltz (1828–1839) und seiner Frau Friederike Henriette Anna, geb. Chrestin (1842–1922) in Schlieffenberg (Mecklenburg) geboren. Karl Schmaltz war sein älterer Bruder. Zunächst unterrichtete der Vater Friedrich und seine Geschwister zu Hause, die Mutter erteilte ihm und anderen Kindern der Nachbarschaft Unterricht im Freihandzeichnen. Ab 1882 besuchte er das Friderico-Francisceum in Doberan, an dem er 1887 die Reifeprüfung ablegte. Im selben Jahr bezog er gemeinsam mit seinem Bruder Karl die Universität Leipzig und nahm das Studium der Evangelischen Theologie auf. Zum Sommersemester 1888 wechselten die Brüder zur Universität Tübingen. Zum Wintersemester 1889/90 kam er zurück nach Mecklenburg an die Universität Rostock. Nach seinem Examen war er zunächst wie viele Geistliche seiner Zeit als Hauslehrer tätig. 1896/97 war er Hilfsprediger in Wittenburg. 1897 kam er an das Stift Bethlehem in Ludwigslust, erst als Hilfsprediger des Stiftspredigers Johannes Krabbe und ab 1901 als dessen Nachfolger. 
Wegen Abweichungen in der Lehre vom kirchlichen Bekenntnis (er hatte intern Zweifel an den Lehren von der Jungfrauengeburt und der leiblichen Auferstehung geäußert) wurde er 1904 suspendiert; das mecklenburg-schwerinische Konsistorium verurteilte ihn am 26. Oktober 1904 zur Amtsenthebung und Entfernung aus dem kirchlichen Dienst. Im Berufungsverfahren vor dem Oberen Kirchengericht für beide Mecklenburg wurde das Urteil am 16. Juni 1905 mit den Stimmen der vier juristischen Mitglieder des Gerichts gegen die drei Stimmen der theologischen Mitglieder aufgehoben.  Der Fall Schmaltz erregte überregionale Aufmerksamkeit; er galt nach der Einschätzung seines Bruders als der letzte Schlag des orthodoxen Neuluthertums gegen das Neuaufdringende in Mecklenburg.
Da der Schweriner Oberkirchenrat trotz des Freispruchs nicht gewillt war, ihm seine Pfarrstelle zurückzugeben, verließ Friedrich Schmaltz Mecklenburg und wurde 1906 Pastor an der Evangelischen Kirche Beuern in Beuern (Buseck) in Hessen. Von 1916 bis zu seiner Pensionierung 1933 wirkte er als Anstaltsgeistlicher in der Justizvollzugsanstalt Oslebshausen der Freien Stadt Bremen in Oslebshausen.
Friedrich Schmaltz war ab 1897 verheiratet mit Magdalene Bertha Julie Zander (1869–1898) aus Sülze, Tochter des späteren Präpositus von Stavenhagen Heinrich Zander und in zweiter Ehe ab 1902 mit Anna Sophia Wilmanns (* 1879) aus Vegesack, Tochter des Arztes Johann Georg Wilmanns. Seinen Ruhestand verlebte er in Rostock. Friedrich Schmaltz war langjähriges Mitglied im Verein für mecklenburgische Geschichte und Altertumskunde und veröffentlichte Aufsätze in dessen Jahrbüchern, so 1926 den Beitrag Rostocker Ehen in alter Zeit.

## Werke
- Predigten und Ansprachen. Güstrow: Opitz 1904